# Eduardo Arolas
Eduardo Arolas, nome d'arte di Lorenzo Arola (Buenos Aires, 24 febbraio 1892 – Parigi, 29 settembre 1924), è stato un bandoneonista, compositore e direttore d'orchestra argentino di tango, conosciuto con il soprannome di El tigre del bandoneón.
Cominciò con la musica suonando la chitarra, ma il suo passaggio al bandoneón fu la pietra fondamentale della sua nascita come leggenda del tango. Malgrado sia morto a soli 32 anni, Arolas è considerato uno dei grandi autori del tango, con creazioni di una modernità insospettabile per l'epoca.

## Biografia
Naro nel quartiere portegno di Barracas, i suoi inizi nella composizione furono a orecchio: Francisco Canaro gli trascriveva i suoi canterellii su un pentagramma. Così fu concepito e scritto il suo primo tema Una noche de garufa (1909). Incominciò a studiare musica nel conservatorio del maestro José Bombig nel 1911 e in tre anni apprese teoria, solfeggio e armonia. Quello stesso anno si unì al chitarrista Leopoldo Thompson e al violinista Eduardo Ponzio e si esibirono in diversi caffè di Buenos Aires e Montevideo. Poco dopo entrò a far parte di un trio con il pianista Agustín Bardi e il violinista Tito Roccatagliata e nel 1912 formó un quartetto con quest'ultimo, il flautista José Gregorio Astudillo ed Emilio Fernández, che suonava con una chitarra a nove corde.
Nel 1913 Roberto Firpo lo ingaggiò per suonare il bandoneón insieme alla sua orchestra nel famoso cabaret Armenonville. Nel 1916 decide di autoesiliarsi a Montevideo per un problema d'amore, giacché sua moglie lo tradì con suo fratello maggiore. Diventò alcolizzato e si recluse a Parigi, dove infine morì nell'ospedale municipale. Una strada di Buenos Aires porta il suo nome in suo omaggio.

## Lascito
Arolas è considerato come uno dei primi maestri che contribuirono a definire il futuro della musica del tango in Argentina. Fu all'avanguardia nella sua composizione e spesso utilizzò strumenti non convenzionali come il sassofono, il violoncello e il banjo.
Le sue opere più famose includono Lágrimas, La cachila, El Marne e Viborita.

## Opere principali
- Alice (tango)
- Anatomía (tango)
- Cardos (tango)
- Colorao (tango)
- Comme il faut (tango)
- Derecho viejo (tango)
- El gitanillo (pasodoble)
- El Marne (tango)
- El rey de los bordoneos (tango)
- Fuegos artificiales (tango)
- La guitarrita (tango)
- Lágrimas (tango)
- Maipo (tango)
- Moñito (Marrón Glacé) (tango)
- Notas del corazón (A mi madre) (valzer)
- Papas calientes (tango)
- Place Pigall (tango)
- Rawson (tango)
- Retintín (tango)
- Rocca (tango)
- Tupungato (tango)
- Una noche de garufa (tango)
- Viborita (tango)